# Monique Gabrielle
Monique Gabrielle, pseudonimo di Katherine Gonzalez (Kansas City, 30 luglio 1962), è una modella e attrice statunitense.
Ha recitato in numerosi film mainstream ed erotici nel corso della sua carriera.

## Biografia
Monique Gabrielle è cresciuta a Denver, in Colorado, e ha frequentato la "Denver Christian High School". Il suo periodo scolastico non fu particolarmente felice a causa delle frequenti provocazioni e degli insulti da parte dei suoi compagni di classe, esperienze che hanno contribuito a "renderla più forte e a stimolare la sua persona" come racconterà in seguito nel 1984 in un'intervista rilasciata ad un giornale di Colorado. Dopo essersi diplomata, si trasferisce con i suoi genitori in California, a Los Angeles, dove muove i suoi primi passi nel mondo della moda e dello spettacolo.
Nel 1982 approda alla rivista Penthouse, finendo sul numero di Dicembre e venendo scelta come Pet of the Month.  Successivamente, nel medesimo anno, inizia la sua attività nel mondo del cinema, recitando piccoli ruoli in film come Night Shift, L'aereo più pazzo del mondo... sempre più pazzo, Flashdance (1983), Venere Nera (1983), Bachelor Party - Addio al celibato nel ruolo di Tracey (1984) e Deathstalker II - Duello di titani (1987) nel ruolo della Principessa Evie. Nel 1987 sostituisce Sylvia Kristel nei panni dell'eponima protagonista di Emmanuelle 5 , ottenendo così il suo primo ruolo di rilievo. 
In seguito ha avuto una lunga carriera come attrice di film di serie B, come Bad Girls IV (1986), Silk 2 (1989), Scream Queen Hot Tub Party (1991), Evil Toons - Non entrate in quella casa... (1992), 976 - Chiamata per il diavolo 2 (1993) e Piccola peste s'innamora (1995). Oltre a ruoli cinematografici, compare in piccoli ruoli di serie tv americane come Dream On, Hunter, Fuga dallo spazio, Hardball e USA Up All Night (1994).
Si ritira dal mondo del cinema nel 2002.

## Vita privata
È sposata dal 2003 con il regista Tony Angove. Attualmente vive nel sud della Florida e gestisce una società di produzione di film porno chiamata "Monique’s Purrfect Productions. Si definisce "Cristiana".

## Filmografia parziale

### Cinema
- Night Shift - Turno di notte (Night Shift), regia di Ron Howard (1982)
- L'aereo più pazzo del mondo... sempre più pazzo (Airplane II: The Sequel), regia di Ken Finkleman (1982)
- Flashdance, regia di Adrian Lyne (1983)
- Venere nera (Black Venus), regia di Frédéric Lansac (1983)
- Bachelor Party - Addio al celibato (Bachelor Party), regia di Neal Israel (1984)
- Deathstalker II - Duello di titani (Deathstalker II), regia di Jim Wynorski (1987)
- Emmanuelle 5, regia di Walerian Borowczyk (1987)
- Scream Queen Hot Tub Party, regia di Jim Wynorski (1991)
- Evil Toons - Non entrate in quella casa... (Evil Toons), regia di Fred Olen Ray (1992)
- 976 - Chiamata per il diavolo 2 (976-Evil II), regia di Jim Wynorski (1992)
- Il mio amico Munchie (Munchie), regia di Jim Wynorski (1992)
- Angel Eyes, regia di Gary Graver (1993)

### Televisione
- Hunter - serie TV, episodi 1x16-4x01 (1985-1987)
- Fuga dallo spazio (Something Is Out There) - serie TV, episodio 1x06 (1988)
- Hardball - serie TV, episodio 1x12 (1990)
- Dream On - serie TV, episodio 1x12 (1990)
- Piccola peste s'innamora (Problem Child 3: Junior in Love), regia di Greg Beeman - film TV (1995)